# Recycler
Recycler é o décimo álbum de estúdio da banda ZZ Top, lançado em 1990.
| Críticas profissionais                                                      | Críticas profissionais |
| Avaliações da crítica                                                       | Avaliações da crítica  |
| Fonte                                                                       | Avaliação              |
| --------------------------------------------------------------------------- | ---------------------- |
| allmusic                                                                    | [ 1 ]                  |
| Rolling Stone                                                               | [ 2 ]                  |
| Esta tabela precisa de ser acompanhada por texto em prosa. Consulte o guia. |                        |

## Faixas
Todas as faixas por Billy Gibbons, Dusty Hill e Frank Beard.
1. "Concrete and Steel" – 3:45
2. "Lovething" – 3:20
3. "Penthouse Eyes" – 3:49
4. "Tell It" – 4:39
5. "My Head's in Mississippi" – 4:25
6. "Decision or Collision" – 3:59
7. "Give it Up" – 3:24
8. "2000 Blues" – 4:37
9. "Burger Man" – 3:18
10. "Doubleback" – 3:53

## Banda
- Billy Gibbons: guitarra e vocal
- Dusty Hill: baixo
- Frank Beard: bateria